# Karin Balzer
Karin Richert-Balzer (Magdeburg, 5 juni 1938 – Chemnitz, 17 december 2019) was een atlete uit Oost-Duitsland. Zij nam viermaal deel aan de Olympische Spelen en hield daar een gouden en een bronzen medaille aan over.

## Loopbaan

### Start en olympisch debuut
Balzer, geboren als Karin Richert, deed al in haar tienerjaren aan atletiek en beoefende toen verschillende onderdelen. Al doende kwam haar bijzondere aanleg voor het hordelopen naar boven, waarna zij zich op deze specialiteit toelegde. Ze was 22 toen zij onder haar meisjesnaam als lid van het Duitse eenheidsteam haar olympisch debuut maakte op de Olympische Spelen van 1960 in Rome. Zij kwam daar op de 80 m horden tot de halve finale.
Het jaar erna trouwde zij met haar coach, de voormalige polsstokhoogspringer Karl-Heinz Balzer. Enkele jaren eerder, in 1958, waren zij Oost-Duitsland ontvlucht, maar onder druk van de Stasi waren zij teruggekeerd uit West-Duitsland, waarop ze een jaar van topsport werden buitengesloten.

### Eerste medailles
In 1962 veroverde Balzer niet alleen haar eerste van in totaal dertien nationale titels op de verschillende hordenummers, maar ook haar eerste internationale medaille op de Europese kampioenschappen in Belgrado. Op de 80 m horden werd zij in 10,6 tweede achter de Poolse Teresa Ciepły, een Oost-Duits record. Het was overigens een close finish, want niet alleen finishte Ciepły ook in 10,6, maar voor de winnares van het brons, de Poolse Maria Piątkowska, werd die tijd eveneens afgedrukt.

### Wereldrecord en olympisch goud
In 1964 liep Balzer haar eerste wereldrecord van 10,5 op de 80 m horden, alvorens op dit onderdeel op de Olympische Spelen in Tokio naar het goud te snellen in een door rugwind beïnvloede tijd van 10,5. Deze keer liet zij Ciepły achter zich, hoewel die ook nu weer dezelfde tijd, 10,5, liet noteren. De Australische Pam Gilborn veroverde in 10,6 het brons. Eerder al, in de halve finale, had Balzer met een reguliere tijd van 10,6 het olympische record bijgesteld.

### Ook EK-goud
In 1966 veroverde Balzer tijdens de EK in Boedapest op de 80 m horden in 10,7 ook haar eerste Europese titel. Het was opvallend dat ook nu weer, net als vier jaar eerder, de eerste drie dezelfde tijd liepen. Want ook voor de West-Duitse Karin Frisch en de Poolse Elzbieta Bednarek werd 10,7 geregistreerd. Intussen had Balzer nu de twee belangrijkste titels op zak die voor een Europese atlete te behalen waren. In 1967 voegde zij daar op de Europese Indoor Spelen, de voorloper van de latere Europese indoorkampioenschappen, ook nog eens de titel op de 50 m horden aan toe.

### Vlaggedraagster
In 1968 werd Balzer, na bij de openingsceremonie de vlag voor Oost-Duitsland te hebben gedragen, vijfde op de 80 m horden. Op de Zomerspelen in 1972 werd de 100 m horden gelopen en daar haalde ze nog een bronzen medaille op, niet wetende dat haar 6-jarige zoon Andreas eerder die dag bij een verkeersongeluk om het leven was gekomen.

### Wereldrecords
Balzer was de enige atlete die wereldrecords heeft gelopen op zowel de 80 als 100 m horden.

### Privé
In 1971 werd Karin Balzer verkozen tot Oost-Duits atlete van het jaar en was ze de succesvolste Oost-Duitse hordeloopster. Zij is de moeder van olympisch hordeloper Falk Balzer.

## Titels
- Olympisch kampioene 80 m horden - 1964
- Europees kampioene 80 m horden - 1966
- Europees kampioene 100 m horden - 1969, 1971
- Europees indoorkampioene 60 m horden - 1970, 1971
- Europese Indoor Spelen kampioene 50 m horden - 1967, 1968, 1969
- Oost-Duits kampioene 200 m - 1968
- Oost-Duits kampioene 80 m horden - 1962, 1963, 1966, 1967, 1968
- Oost-Duits kampioene 100 m horden - 1969, 1971
- Oost-Duits kampioene verspringen - 1963
- Oost-Duits indoorkampioene 55 m horden - 1964, 1965, 1967, 1968, 1969, 1970

## Persoonlijke records
Outdoor
| Onderdeel    | Prestatie       | Datum            | Plaats      |
| ------------ | --------------- | ---------------- | ----------- |
| 80 m horden  | 10,61 s (ex-OR) | 18 oktober 1968  | Mexico-Stad |
| 100 m horden | 12,90 s         | 8 september 1972 | München     |

Indoor
| Onderdeel   | Prestatie | Datum        | Plaats |
| ----------- | --------- | ------------ | ------ |
| 50 m horden | 6,90 s    | 9 maart 1968 | Madrid |

## Palmares

### 100 m
- 1969: 5e EK – 11,8 s

### 200 m
- 1968:  Oost-Duitse kamp. - 23,6 s

### 50 m horden
- 1967:  Europese Indoor Spelen - 6,9 s
- 1968:  Europese Indoor Spelen - 7,08 s
- 1969:  Europese Indoor Spelen - 7,2 s

### 55 m horden
- 1964:  Oost-Duitse kamp. - 7,6 s
- 1965:  Oost-Duitse kamp. - 7,8 s
- 1967:  Oost-Duitse kamp. - 7,5 s
- 1968:  Oost-Duitse kamp. - 7,6 s
- 1969:  Oost-Duitse kamp. - 7,7 s
- 1970:  Oost-Duitse kamp. - 7,5 s

### 60 m horden
- 1962:  Oost-Duitse kamp. - 11,1 s
- 1963:  Oost-Duitse kamp. - 10,9 s
- 1966:  Oost-Duitse kamp. - 10,6 s
- 1967:  Oost-Duitse kamp. - 10,7 s
- 1968:  Oost-Duitse kamp. - 10,6 s
- 1970:  EK indoor – 8,2 s
- 1971:  EK indoor – 8,1 s

### 80 m horden
- 1960: 4e in ½ fin. OS – 11,27 s
- 1962:  EK – 10,6 s
- 1964:  OS – 10,5 s
- 1966:  EK – 10,7 s
- 1968: 5e OS – 10,5 s

### 100 m horden
- 1969:  Oost-Duitse kamp. - 13,0 s (RW)
- 1969:  EK – 13,2 s
- 1971:  Oost-Duitse kamp. - 12,8 s
- 1971:  EK – 12,94 s
- 1972:  OS – 12,90 s

### verspringen
- 1963:  Oost-Duitse kamp. - 6,15 m

1932: Babe Didrikson ·
1936: Ondina Valla ·
1948: Fanny Blankers-Koen ·
1952: Shirley Strickland-de la Hunty ·
1956: Shirley Strickland-de la Hunty ·
1960: Irina Press ·
1964: Karin Balzer ·
1968: Maureen Caird
- Gemeinsame Normdatei: 1201805155
- World Athletics: 14345265
- Virtual International Authority File: 1662157704201644440008